# Mommur Chasma
Il Mommur Chasma è una struttura geologica della superficie di Oberon.